# Port lotniczy Maridi
Port lotniczy Maridi (ICAO: HSMD) – port lotniczy położony w Maridi, w Sudanie Południowym, stan Ekwatoria Zachodnia.